# Alma

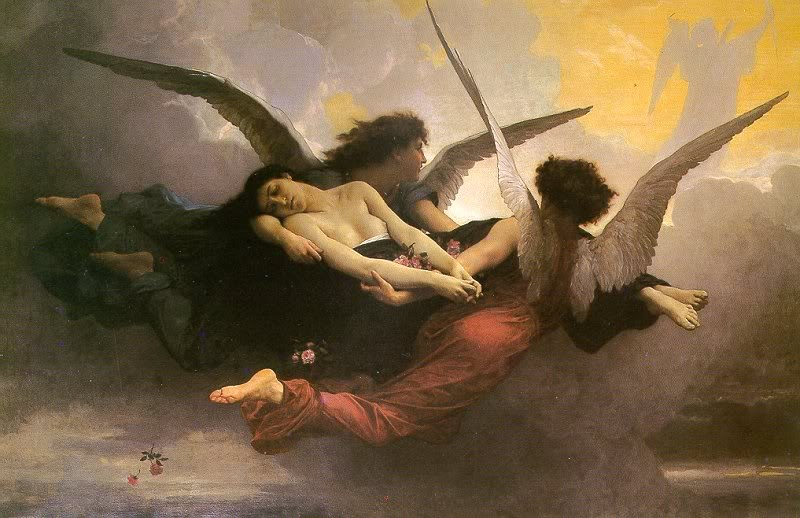
Alma llevada al cielo por dos ángeles. Representación de la tradición cristiana.

El término alma o ánima (del latín anima) se refiere a una entidad inmaterial que, según las afirmaciones y creencias de diferentes tradiciones y perspectivas filosóficas y teológicas, poseen los seres vivos. La descripción de sus propiedades y características varía según cada una de esas tradiciones y perspectivas.
Etimológicamente, la palabra anima se usaba en latín para designar el principio por el cual los seres animados son semovientes, esto es, están dotados de movimiento propio y por tanto poseen vida. En ese sentido originario, tanto las plantas como los animales en general, el Sol, la Luna, los planetas conocidos, el viento, el fuego, el agua estarían dotados de alma (animismo) en proporciones distintas, por lo que algunos serían mortales (perderían su vida poco a poco) y otros no. Los avances en la fisiología, neurociencias y neurología permitieron reconocer que los seres animados obedecen al mismo tipo de principios físicos que los objetos inanimados, al mismo tiempo que pueden desarrollar actividades diferentes de estos, como la nutrición, el crecimiento y la reproducción.

## Concepto a través de la Historia
El término alma se puede aplicar, según las más antiguas interpretaciones, a los seres vivos en general (plantas y animales) como su principio constitutivo. Según algunas interpretaciones, como la de Aristóteles, el alma incorporaría el principio vital o esencia interna de cada uno de esos seres vivos, gracias a la cual estos tienen una determinada identidad, no explicable a partir de la realidad material de sus partes.[cita requerida]
El término también se usa en una acepción más particular si se refiere a los seres humanos; en este segundo caso, según muchas tradiciones religiosas y filosóficas, el alma sería el componente espiritual de los seres humanos.[cita requerida]
En el transcurso de la historia, el concepto del alma ha pasado por diversos intentos de explicación: desde el dualismo del idealismo filosófico y de la gnosis a la interpretación existencialista de un todo con dos aspectos específicos que son: lo material y lo inmaterial.
Para la religión cristiana, el hombre consta de tres partes que son: cuerpo (lo físico), alma (lo relacionado con lo emocional) y espíritu (lo relacionado con lo espiritual). De acuerdo con la tradición cristiana, el alma es uno de los aspectos del ser humano que lo unifica como individuo y lo "lanza" a actividades que van más allá de lo material. Gracias al alma, el ser humano tiene instintos, sentimientos, emociones, pensamientos y decisiones libres, y puede volver sobre sí mismo (autoconciencia).
Aunque no es muy frecuente, el término "alma" también puede utilizarse referido a cualquier ser humano como un todo, obviando el significado religioso o filosófico, como en las expresiones «no hay ni un alma» o «ciudad de 40 000 almas».

## El alma en la filosofía occidental

### Filosofía griega
Platón consideraba el alma como la dimensión más importante del ser humano. A veces habla de ella como si estuviese encarcelada en un cuerpo, si bien tal idea la toma prestada del orfismo.
Según el Timeo, el alma estaba compuesta de lo idéntico y lo diverso, sustancia que el demiurgo usó para crear el alma cósmica y los demás astros; además, los dioses inferiores crearon dos almas mortales: la pasional, que reside en el tórax, y la apetitiva, que reside en el abdomen. Por encima de las dos estaría el alma racional, que encontraría su lugar en la cabeza. Algo parecido se narra en el Fedro, donde se expone el mito de los caballos alados: el auriga es el alma racional, el caballo blanco representa la parte pasional y el negro la parte de los apetitos (siempre rebelde). La tarea del auriga es mantener el caballo negro al mismo galope que el blanco. En el Fedón, el alma es vista como una sustancia que busca desligarse de los límites y conflictos que surgen desde su unión con el cuerpo, y que podrá vivir de modo pleno tras el momento de la muerte; este diálogo ofrece diversos argumentos que buscan probar la inmortalidad del alma.
Aristóteles definió la psyche como "forma específica de un cuerpo natural que en potencia tiene vida" (De Anima, 412a, 20). También la entiende como "la esencia de tal tipo de cuerpo" (412b, 10-12). La forma o esencia es lo que hace que un ente sea lo que es. Por esto entendemos que el alma es lo que define a un cuerpo natural. Por ejemplo, si el oído fuera un animal, su alma sería el escuchar y su materia el propio órgano del oído. Un oído que no tuviera la función de oír sería un oído solo de palabra. En este caso, el alma configura la materia en un cuerpo natural organizado.
Así se forma una unidad sustancial (compuesta de materia y forma). Alma y cuerpo no son separables en el viviente.
El alma es definida también por el Estagirita como "la entelequia primero de un cuerpo natural que en potencia tiene vida" (412a, 26). Con ello indica que el alma es entelequia o acto primero del cuerpo vivo y alma y cuerpo están unidas simultáneamente. Pero al ser el alma el acto, puede decirse que esta tiene prioridad sobre el cuerpo. Es primera no en tiempo, pero sí en importancia. Es la primera acción de donde surgen las facultades y potencias del viviente.
Aristóteles señala, finalmente, que podrían darse operaciones del alma que no dependieran de cuerpo alguno.
La visión dualista que se desprende del platonismo distorsiona la realidad y las consecuencias llegan a un desprecio de las realidades físicas, del cuerpo humano y de la sexualidad entre otras cosas. Se imagina el alma como algo independiente, parte de lo divino y de lo bueno, como una hoja blanca metida en un pobre sobre material del cual urge liberarse. Sin embargo, el monismo aristotélico permite entender al ser humano como una unidad conformada de cuerpo y alma dando el justo valor al cuerpo al no entenderlo como la prisión del alma (como hacía Platón), sino como parte esencial de lo que es el hombre.

### Tomás de Aquino
Con Tomás de Aquino, la reflexión antropológica (explicación de qué es el ser humano) toma un giro más realista. Basándose en Aristóteles más que en Platón, Tomás de Aquino habla de principios, ya no de realidades opuestas. Para Aristóteles, todos los seres del mundo físico tienen materia (que es pura indeterminación) y una forma sustancial (que es el principio determinativo). Estas dos realidades son inseparables, de modo que no tienen existencia independiente. Diríamos que se trata de dos "aspectos" de la misma realidad. Tomás de Aquino describe al ser humano como material por una parte (su cuerpo) y no material por otra (su alma espiritual). El ser humano está inmerso en lo material y obedece a sus leyes básicas de espacio y tiempo. A la vez, muestra que no es material del todo pudiendo ir más allá del espacio y del tiempo con su razón: planificar el futuro o disponer los arreglos sobre un espacio existente en su vida diaria.[cita requerida]
Ejemplo: puedo elaborar una agenda para mañana y conceptuar cómo va a ser el comedor de la casa sin necesidad de estar presente en aquel comedor.
Alma y cuerpo llegan a ser co-principios en la explicación de cómo es el ser humano. El ser humano es plenamente corporal pero tiene algo propio que le permite ir más allá de lo corporal: su alma espiritual. Sin embargo, es el alma la que tiene el ser en primer lugar, mientras el cuerpo existe en cuanto unido al alma.

### El pensamiento occidental posterior
El pensamiento occidental recayó en el dualismo entre cuerpo y alma:
- Descartes define alma como cosa pensante opuesta a cosa "extensa" (res cogitans versus res extensa).
- Baruch Spinoza habla del alma como atributo y modo de la substancia divina.
- Leibniz la llama mónada cerrada en sí misma.
- Theodor Lessing, como aspiración infinita.
- Kant la califica de imposibilidad de aprender lo absoluto.
- Fichte, como saber y acción.
- Hegel dice que el alma es el autodesarrollo de la idea.
- Friedrich Schelling la define como potencia mística.
- Nietzsche, invención y ente imaginario del común de la gente, que ayuda a fortalecer las creencias de la existencia de un dios o, más específicamente, de "Dios".
- Freud, como diferencia entre el "yo" y el "super-yo".
- Jaspers la define como "existencialidad".
- Ernst Bloch, como realización originaria del futuro.[cita requerida]

## En la tradición judeocristiana
De acuerdo con la tradición religiosa judeocristiana, el alma (heb. נפש, néfesch; gr. ψυχή, psykhḗ) es la principal cualidad identificatoria del movimiento en la materia viviente, haciendo de ella un no-moviente (inerte) a un se-moviente, independiente del desplazamiento ajeno. Según los registros bíblicos, en el Génesis dice: 

20 Dios dijo: «Que las aguas se llenen de una multitud de seres vivientes y que vuelen pájaros sobre la tierra, por el firmamento del cielo».
21 Dios creó los grandes monstruos marinos, las diversas clases de seres vivientes que llenan las aguas deslizándose en ellas y todas las especies de animales con alas. Y Dios vio que esto era bueno.
22 Entonces los bendijo, diciendo: «Sean fecundos y multiplíquense; llenen las aguas de los mares y que las aves se multipliquen sobre la tierra».
23 Así hubo una tarde y una mañana: este fue el quinto día.
24 Dios dijo: «Que la tierra produzca toda clase de seres vivientes: ganado, reptiles y animales salvajes de toda especie». Y así sucedió.
25 Dios hizo las diversas clases de animales del campo, las diversas clases de ganado y todos los reptiles de la tierra, cualquiera sea su especie. Y Dios vio que esto era bueno.
26 Dios dijo: «Hagamos al hombre a nuestra imagen, según nuestra semejanza; y que le estén sometidos los peces del mar y las aves del cielo, el ganado, las fieras de la tierra y todos los animales que se arrastran por el suelo».
27 Y Dios creó al hombre a su imagen; lo creó a imagen de Dios, los creó varón y mujer.
28 Y los bendijo, diciéndoles: «Sean fecundos, multiplíquense, llenen la tierra y sométanla; dominen a los peces del mar, a las aves del cielo y a todos los vivientes que se mueven sobre la tierra».
Génesis 1:20-28

El término aparece también en la visión antropológica de numerosos grupos culturales y religiosos. En la era moderna, el término "alma" se usa con más frecuencia en contextos religiosos.

## El alma en la teología cristiana
La teología cristiana, principalmente la teología protestante alemana, se inspira en el Idealismo (corriente basada en las ideas) y llega a concebir el alma como únicamente "subjetividad". Este mismo Idealismo influye a través de Descartes el pensamiento de algunas corrientes católicas. En efecto, Descartes, al afirmar "pienso, luego existo", encierra la reflexión filosófica en el mundo de las ideas. Es considerado el padre del idealismo.
Los filósofos citados en el párrafo anterior son, en su mayoría, filósofos "idealistas".
El realismo filosófico dio nacimiento tanto al empirismo y al marxismo como a la filosofía existencialista (existencialismo) y el existencialismo cristiano (Gabriel Marcel, personalismo de Mounier).[cita requerida]

### En la Biblia
En la Biblia, el vocablo alma se da como traducción de la palabra hebrea (ne'•phesch [נפׁש]) y la palabra griega (psy•khe'). El uso que da la Biblia a este vocablo es imposible trazar líneas rígidas y rápidas en el uso de esta palabra polivalente.
- La ruaj, que es 'viento', 'espíritu' en hebreo, en relación con la antropología es el 'hálito [de vida]', aliento de la divinidad misma: cuando Yahveh inspiró sobre el hombre su soplo de vida (Génesis 2:7), este se convirtió en ser viviente. El hombre vive mientras Yahveh no retira su ruaj (Job 27,3). El término marca fuertemente la relación entre criatura y creador, la dependencia absoluta de ella hacia Él. La Ruaj recibe otros sentidos en la Biblia según los contextos.
- La néfesch (נפש) significa "garganta", "fauces" (2 Samuel 16:14), "el que respira" (Job 41:13, 20, 21). Néfesch viene de una raíz que significa 'respirar', y en un sentido literal se podría traducir como 'un respirador'. Exactamente la misma expresión hebrea que se usa para la creación animal, a saber, néfesch jaiyáh ('alma viviente'), se aplica a Adán cuando se dice que después de que Dios formó al hombre del polvo del suelo y sopló en sus narices el aliento de vida, “el hombre vino a ser alma viviente” (Gé 2:7). En las instrucciones que Dios dio al hombre después de crearlo, utilizó de nuevo el término néfesch para referirse a la creación animal: “Todo lo que se mueve sobre la tierra en que hay vida como alma [literalmente, en lo que hay alma viviente (néfesch)]” (Génesis 1:30). A veces la palabra né•fesch se utiliza para expresar el deseo del individuo, que le llena y luego le empuja a lograr su meta. Proverbios 13:2 dice sobre los que tratan traidoramente que ‘su mismísima alma es violencia’, es decir, que son partidarios acérrimos de la violencia, y llegan a ser en realidad la violencia personificada -de modo que tiene que ver también con la interacción entre la mente y personalidad activa de un individuo, a saber: "la vida" (1 Samuel 26:21). Además, el registro de Génesis 9:4 dice que la sangre es Alma, y en Levítico 17:11 dice que en la sangre está el alma, a causa de que cada célula viva que compone la sangre está capacitada para moverse en sí, diferenciando a los seres animales de los vegetales, que no tienen sangre ni células relacionables con ella; la sangre, cuyo movimiento celular permite la circunvolución de la respiración, muestra su característica distintiva de la Vida Animal. La palabra néfesch (נפש) aparece un total de 754 veces en las Escrituras Hebreas (Génesis a Malaquías) y su equivalente griego psykhḗ (ψυχή) 105 veces en las Escrituras Griegas (Mateo a Revelación) y nunca está asociada a la inmortalidad que le dan algunas corrientes religiosas, filosóficas o de otra índole. Pero muy notablemente, hay cientos de textos bíblicos que la asocian con la muerte; de hecho, hay 13 textos donde se menciona como "néfesch muerta" (alma muerta).[4] Y no tienen que ver psykhḗ (ψυχή) y la palabra en latín ánima (palabras que se relacionan con el término español "animal",[5] haciendo lógica la expresión "animal racional" para el ser humano) con la palabra espíritu (gr. pnéuma). Así que el alma se define por la interacción inseparable de tres movimientos en la materia viva que lo integran: La Mente/Corazón (principio psicológico consciente-inconsciente del Yo mismo [movimiento pneumático]), la Sangre (principio del cuerpo animal o carnal [movimiento linfático]) y la Vida (principio de la actividad-hábito [movimiento dinámico]). Sin estos tres, el alma está muerta.[6] De esta interpretación nace la importancia de valorar tanto el alma humana[7] como el alma de una bestia.[8] Reforzando la valoración ética desde la parte más delicada del alma (mente/corazón)[9][10] hasta la parte más resistente de ella (la vida).[11]
- La nešamá (נשמה), traducida como "soplo profundo" o "respiración interior", representa el nivel más elevado del alma humana en la tradición hebrea. A diferencia de la néfesch (alma vital instintiva) y la ruaj (espíritu emocional o inspirador), la nešamá es vista como la chispa divina depositada por Dios en el ser humano. En Génesis 2:7 se menciona como nishmat jayim (נִשְׁמַת חַיִּים), el aliento de vida que transforma al hombre formado del polvo en un ser viviente. En la mística judía, especialmente en la Cábala, la nešamá se asocia con la conciencia superior, la sabiduría divina y la conexión directa con el plano celestial. Es el nivel del alma que permite la comprensión espiritual y el regreso del alma a su fuente.[12][13][14]
- El basar ('carne') es un concepto que no se opone a ruaj ('soplo'), pero se juxtaponen. Una traducción aceptable sería 'mi persona', que se puede tocar, experimentar. Cuando Pablo dice "Vuestros cuerpos son templo del Espíritu (en gr. pnéuma)" (1 Cor 6,19) o bien "Ustedes son el templo" (1 Cor, 3-17), resalta el aspecto experimentable del concepto.

### Confusión en las traducciones griegas y latinas
Durante el siglo III a. C., el Tanaj fue traducido al griego en Alejandría por orden del rey egipcio Ptolomeo II Filadelfo, en un proceso conocido como la Septuaginta. Según una tradición recogida en la obra conocida como la Carta de Aristeas, así como en el Talmud (Meguilá 9a), participaron setenta y dos sabios judíos, divididos en grupos independientes, que realizaron esta traducción para la biblioteca de Alejandría.
En esa traducción, tanto néfesh como nešamá fueron generalmente vertidas como ψυχή (*psyché*, alma), y ruaj como πνεῦμα (*pneuma*, espíritu). Esta reducción terminológica, posiblemente influida por la necesidad de adaptar conceptos hebreos a categorías filosóficas griegas, provocó una confusión duradera, ya que fusionó tres niveles distintos del alma en un solo concepto —el alma griega— eliminando así la estructura jerárquica propia del pensamiento hebreo.
La tradición mística judía (como la Cábala y el Zóhar) distingue al menos tres niveles del alma:
- Néfesh: alma instintiva, ligada al cuerpo físico y las emociones básicas.
- Ruaj: alma emocional o espiritual, relacionada con la ética, la conciencia y el discernimiento.
- Nešamá: chispa divina, nivel superior del alma, conectada con la dimensión celestial.

En fuentes cabalísticas más esotéricas se añaden otros dos niveles: jayá (vida) y yiejidá (unidad), que completan una estructura de cinco dimensiones del alma humana.
Esta simplificación conceptual griega influyó profundamente en la filosofía platónica y, más tarde, en la teología cristiana y escolástica, generando una interpretación antropológica distinta a la hebrea. La identificación indiscriminada entre alma y espíritu en muchos textos doctrinales refleja aún hoy esta fusión heredada.

### El magisterio católico
Las definiciones dogmáticas del Magisterio de la Iglesia Católica tratan principalmente de las relaciones entre alma y cuerpo.
Las principales son las siguientes:
- El hombre tiene una sola alma (ψυχή)[21]
- El alma (anima intellectiva) existe en cada hombre como individualmente distinta y es inmortal en esta diversidad individual.[22]
- El alma (anima intellectiva) es forma corporis por sí misma.[23]
- Del papa Juan XXII: El alma puede tener la visión plena de Dios, sólo después de la muerte.[24]
- El alma es creada e infundida inmediatamente por Dios en el momento de la concepción.[25]
- El alma no pertenece a la substancia divina.[26]
- El alma no lleva una existencia pre-corporal.[27]
- El alma no tiene un origen material.[28]
- Ella constituye el principio vital del hombre.[29]
- Es superior al cuerpo.[30]
- Su espiritualidad puede ser demostrada.[31]

El Concilio Vaticano II supera el esquema alma-cuerpo y habla de persona.
"El hombre es uno en cuerpo y alma y transciende en su interioridad la totalidad de las cosas..."
El papa Juan Pablo II en alocución dominical, publicada en L'Osservatore Romano (14/01/1990), dijo que "los animales poseen un soplo vital recibido de Dios", citando los Salmos 103 y 104, siéndoles reconocida, por tanto, el «alma sensitiva» (griego pneuma 'soplo', 'aire'), sin olvidar que el vocablo «animal» proviene del latín anima ('alma').

### Iconografía
Los primitivos cristianos representaron en sus monumentos el alma humana libre de las trabas de la carne y dirigiéndose a la patria celestial por medio de las siguientes figuras simbólicas:
- Un caballo corriendo como para conseguir el premio en los juegos del circo.
- Una nave bogando a velas desplegadas hacia un faro o llegando al puerto.
- Un cordero o una oveja sola o restituida al rebaño por el Buen Pastor.
- Una paloma a veces volando, a veces junto a un vaso vacío imagen del cuerpo abandonado por el espíritu y otras veces posada en un florido jardín representación del Paraíso.
- Una mujer saliendo de un cuerpo inanimado.

## El alma en otras culturas
En otras culturas asiáticas, africanas y americanas encontramos un concepto de Alma analógicamente similar al concepto desarrollado por las religiones del grupo judeocristiano (incluyendo el Islam) y la filosofía europea.
El alma, desde el punto de vista védico o veda, está relacionado al concepto del Ser (Atman de la cultura hindú), en el cual el Atman por naturaleza es eterno (sin nacimiento ni muerte o sin principio ni fin) de sustancia diferente de la del cuerpo físico y que contiene la conciencia propia. Desde este punto de vista, la ciencia material o la que estudia los fenómenos físicos o materiales, es limitada porque no puede estudiar fenómenos espirituales ya que su naturaleza es diferente de la física.

### Alma en el Antiguo Egipto
El ser humano, según los antiguos egipcios, tiene siete grados en su personalidad:
- "Ren", o sea "el nombre", pudiendo mantenerse existente según el cuidado de un correcto embalsamamiento.
- "Sejem", es la energía, el poder, la luz del difunto.
- "Aj", es la unificación del "Ka" y del "Ba", en vista de un regreso a la existencia.
- "Ba", lo que hace de un ser individual lo que es; se aplica también a cosas inanimadas. Es el concepto más cercano al occidental de "Alma".
- "Ka", la fuerza de vida. Sostenida por ofrendas de comidas al difunto.
- "Sheut" es la sombra de la persona, representada por una figura humana completamente negra.
- "Seju" designa los restos físicos de la persona.
- "Jat" es la parte carnal de la persona.

### Creencias budistas
Una de las tres marcas de la existencia, Anātman es la "Insustancialidad de las cosas". En ninguna parte de las escrituras se habla de una esencia intrínseca del ser o algo interior con lo cual conectarse. Es normal confundir la "Realidad Última" de la mente que es la "Naturaleza Búdica" indestructible como un diamante (Vajra Sattva); no obstante, a un nivel filosófico esa naturaleza indestructible es la vacuidad de las cosas y es completamente distinta del concepto de Atman, alma, Ser, etc. Aquellos conceptos son considerados surgidos desde el ego y confusión de la mente.
El budismo enseña que todas las cosas son cambiantes en un constante estado de flujo. Todo es pasajero y no existe algo perenne. Eso vale para todo el cosmos y por ende a la humanidad ella misma. No existe un "Yo" permanente. Anātman expresa en esencia la idea budista de aquel continuo cambio.
El error de creer en un "Yo" permanente es la fuente de los conflictos humanos y de los deseos mundanos. El apego a los defectos de la existencia cíclica, samsara, provoca el renacimiento.
Cuando se habla de renacimiento, en el budismo es el ego y manifestación de la mente confundida, de la corriente de conciencia. También se utiliza el concepto de reencarnación aunque no es tan correcto como el anterior; sin embargo, no existe hasta el momento una traducción exacta para el concepto.
El budismo considera que hay tres niveles en la conciencia de la persona: la conciencia muy sutil, la cual no se desintegra en la encarnación-muerte, la conciencia sutil, que desaparece con la muerte y es una conciencia-dormida o bien no-conciencia, y la conciencia crasa.

### Creencias hindúes
Las religiones que hablan sobre el alma como la hindú, que surgió de los vedas, que son textos sagrados para las hindúes, donde se habla de la vida que hay una transmigración del "alma" (que no es sinónimo del Atman propiamente tal); a eso se le llama la rueda de samsara. La muerte es cuando el "alma" pasa de un cuerpo a otro según sus acciones o de cómo lleva su vida; a ese proceso del alma se le dio cambios y se conoció como dharma, que es el resultado de buena vida u obrar bien y el karma es todo aquello que tiene que vivir necesariamente para aprender de la vida para que en otra vida pueda llegar ser mejor persona.
La meditación igualmente ayuda a purificar el alma y como una de las vías para lograr el Samadhi y llegar a alcanzar Moksha (la liberación espiritual) y liberarse así de Maya (la ilusión de la realidad). Otra vía para alcanzan este estado, es teniendo una vida de santidad y/o buena conducta siguiendo el Dharma, por ejemplo, no cometer actos impuros que puedan afectar el alma y aprender a controlar los vicios y las malas influencias.

## Iconología
La mariposa era entre los antiguos el emblema o la imagen del alma. Los artistas de la antigüedad representaban a Platón con alas de mariposa en la cabeza, porque fue el primer filósofo griego que trató de la inmortalidad del alma. Un fragmento antiguo del gabinete de Stosch representa la meditación de un filósofo con una mariposa puesta sobre un cráneo delante del cual está reflexionando el filósofo. 
La purificación del alma por el fuego se ve expresada en una pequeña urna sepulcral de la ciudad Mattei, por medio del Amor que tiene en su mano una mariposa a la cual acerca una antorcha encendida. Una mariposa volando sobre la boca de una máscara cómica parece indicar que el que la lleva está vivo o animado. Se ve algunas veces a Cupido cogiendo por las alas a una mariposa que va desmenuzando, símbolo de los tormentos que el amor hace padecer a los corazones que domina.

## En la cultura popular

### Cine y televisión
- El título de la película mexicana-estadounidense 21 gramos, estrenada en 2003, escrita por Guillermo Arriaga Jordán y dirigida por Alejandro González Iñárritu, se inspiró en un trabajo realizado por el doctor Duncan McDougall, quien al comienzo del siglo XX realizó una serie de experimentos para probar la pérdida de peso supuestamente provocada por "la partida del alma del cuerpo, al morir". McDougall pesó pacientes moribundos y perros que él mismo envenenó en sus intentos por demostrar que el alma es tangible, material y, por ende, mensurable. Estos experimentos difícilmente puedan ser considerados científicos, quizá anecdóticos, y a pesar de que todos los resultados obtenidos en sus experimentaciones no se acercaron a los 21 gramos, para la opinión popular esta cifra se convirtió en sinónimo de la medida de la masa del alma.[35]
- En la serie de televisión Los Simpson, al final del capítulo "Bart vende su alma", Lisa Simpson reflexiona acerca del alma: "El alma va más allá de la religión que profeses, está formada por todo lo bueno que hay en ti ".[cita requerida]